# Selenops lumbo
Selenops lumbo là một loài nhện trong họ Selenopidae.
Loài này thuộc chi Selenops. Selenops lumbo được J. A. Corronca miêu tả năm 2001.